# Sclerochiton boivinii
Sclerochiton boivinii là một loài thực vật có hoa trong họ Ô rô. Loài này được (Baill.) C.B. Clarke miêu tả khoa học đầu tiên năm 1899.